# Нижній і Верхній Старецький
Ни́жній і Ве́рхній Старе́цький — заповідне урочище в Україні. Розташоване на території Вигодської селищної громади Калуського району Івано-Франківської області, на північ від села Мислівка.
Площа 392 га. Статус отриманий у 2004 році. Перебуває у віданні ДП «Вигодський лісгосп» (Людвиківське лісництво, квартал 1, виділи 1—7; квартал 2, виділи 1—6, 8—11, 18; квартал 3, виділи 1—9; квартал 5, виділи 1—25).